# Schlosspark Gaibach

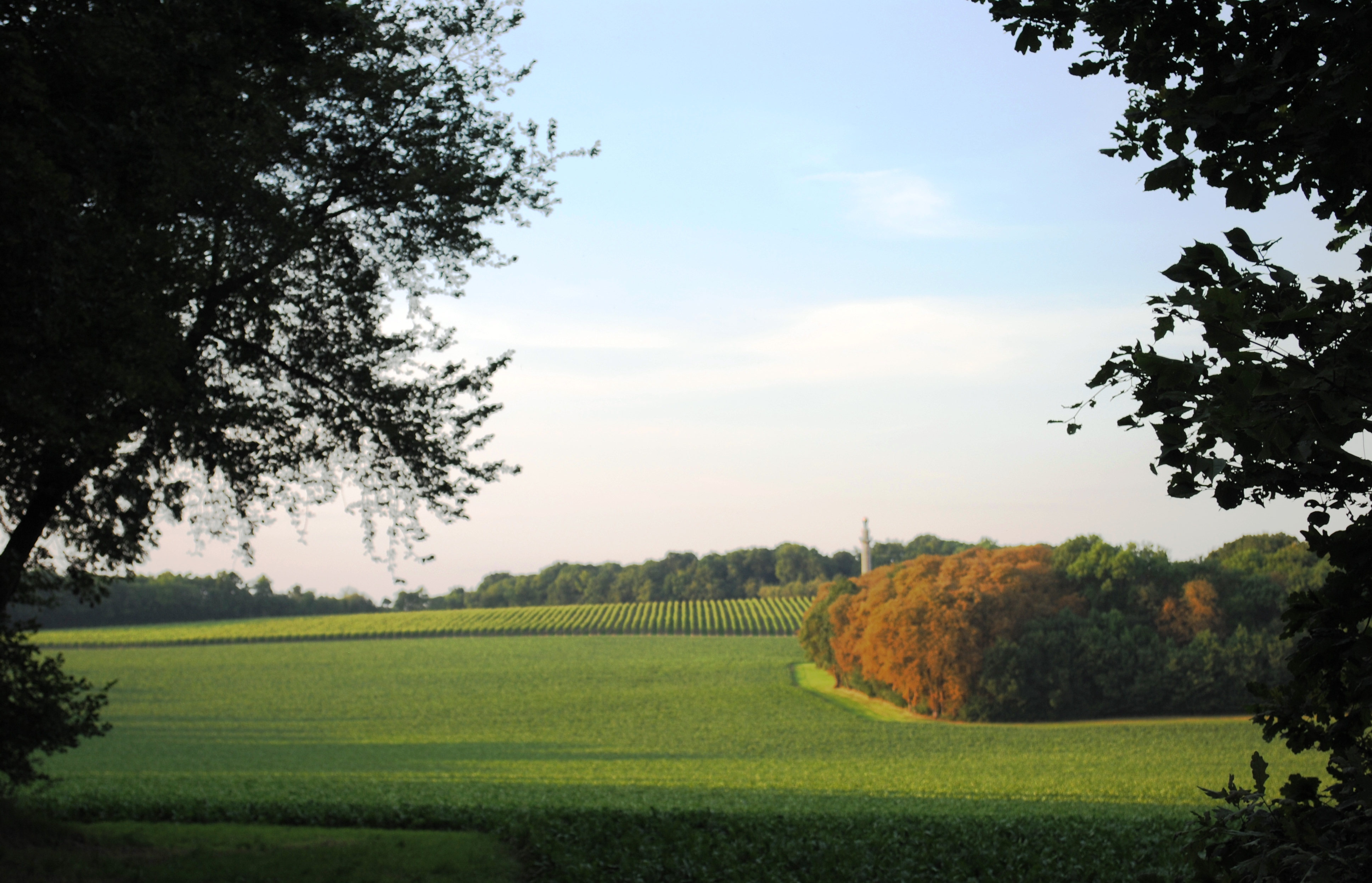
Der Schlosspark mit der Konstitutionssäule

Der Schlosspark Gaibach ist eine denkmalgeschützte Gartenanlage im unterfränkischen Gaibach. Die Geschichte des Schlossparks spiegelt die großen Gartenmoden der letzten 350 Jahre wider. Er liegt im Norden des Dorfes Gaibach, eingerahmt von der Staatsstraße 2271 und der Kreisstraße KT 35. 

## Geschichte
Die Geschichte des Schlossparks ist eng mit der Herrschaft der Grafen von Schönborn verbunden. Philipp Erwein von Schönborn erwarb in der Mitte des 17. Jahrhunderts das Dorf und übergab im Jahr 1668 die Herrschaft seinem Sohn Lothar Franz. Der Kirchenmann plante das frühneuzeitliche Schloss umzubauen und es mit einer repräsentativen barocken Gartenanlage auszustatten. Hierzu wurde das Gelände im Westen des Wasserschlosses planiert.

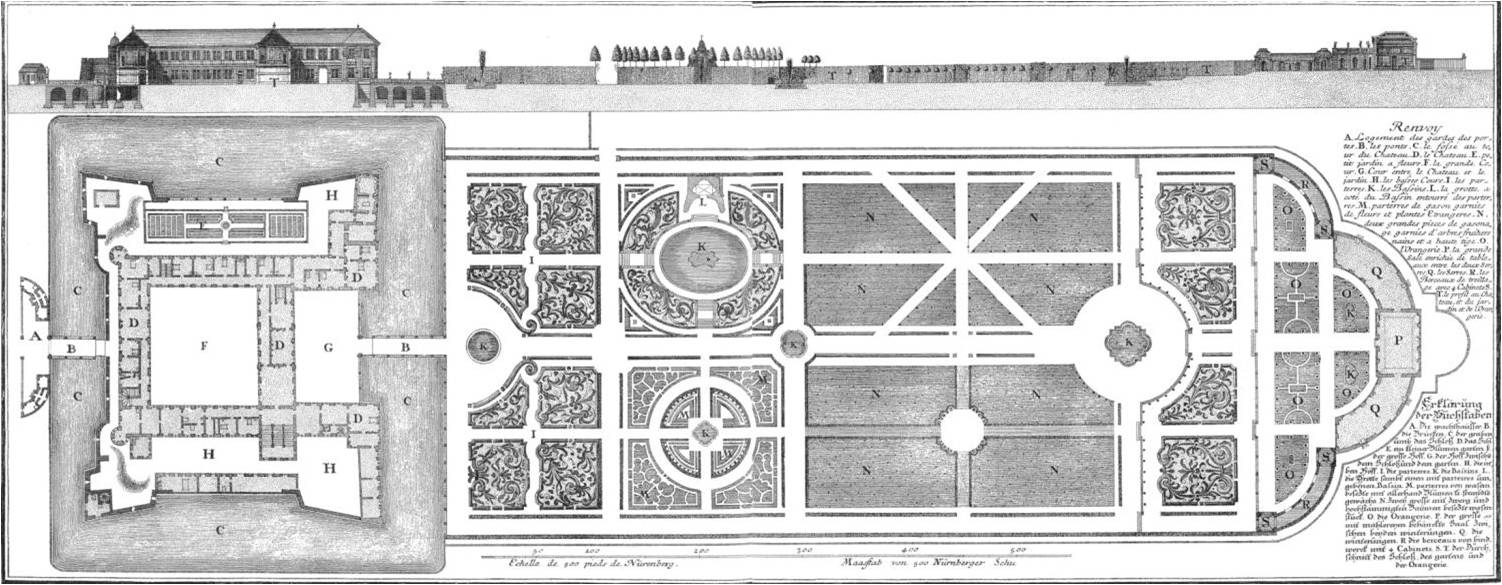
Der Gaibacher Barockgarten auf einem Stich von Salomon Kleiner

Insgesamt sollte der spätere Barockgarten eine Länge von 300 m und eine Breite von etwa 100 m haben. Langsam wuchs die Anlage nach den Vorstellungen des Lothar Franz von Schönborn. Zunächst errichtete man einen Gartenpavillon, es folgte ein Gewächshaus, die sogenannte Orangerie im äußersten Westen der Anlage. In der Hauptachse entstanden der Tritonenbrunnen und eine Grottenanlage. Im Norden des Barockgartens wurde eine Fasanerie angelegt. 
Im Jahr 1712 war der Garten vollendet. Die Anlage war einer der ersten Barockgärten in Süddeutschland. Diese Vorreiterrolle führte in der Folge zu häufigen Erwähnungen des Gartens. Bereits 1697 hatte Nikolaus Person einen Stich des geplanten Schlossparks gefertigt. Im gleichen Jahr war ein Gedicht auf den Garten erschienen. 1712 wurde erneut auf den nun fertiggestellten Garten gedichtet. Im Jahr 1728 erschien eine Stichserie von Salomon Kleiner über die Schlösser der Grafen von Schönborn. 
Das Gedicht von 1697 zählt die geplanten Statuen auf, die später den Garten zieren sollten. Insbesondere die griechische Mythologie war unter anderem mit Neptun, Minerva, Juno, Perseus, Herkules, Paris, Faunus, Ceres, Pan und Flora repräsentiert. Außerdem wurden die Gewürzpflanzen im Garten aufgezählt: Rosen, Lilien, Nelken, Hyazinthen, Narzissen, Ringelblumen, Bärenklau, Männertreu, Zimt, Minze und Lavendel.
Nachdem die Grafschaft Wiesentheid, zu der Gaibach gehört hatte, Anfang des 19. Jahrhunderts aufgelöst worden war und die Grafen von Schönborn keine Herrschaftsbefugnis über ihre Untertanen mehr hatten, ließ Franz Erwein von Schönborn-Wiesentheid den barocken Schlosspark auflösen. Zwischen 1800 und 1830 wurde er in einen englischen Landschaftspark umgewandelt, zuvor war das Parkgelände auf fast 100 Hektar erweitert worden. Mittelpunkt der Anlage war nun die 1828 eingeweihte Konstitutionssäule.

## Heutiger Zustand
Das Gelände des ehemaligen Barockgartens ist heute überbaut. Für das Franken-Landschulheim Schloss Gaibach wurde an der Stelle der Anlage der Schulsportplatz eingerichtet. Der größere Landschaftspark ist in seinen Grundzügen noch zu erkennen. Den Mittelpunkt der Anlage bildet heute eine große, fast kreisrunde Fläche, die landwirtschaftlich genutzt wird. Der ehemalige Fasangarten im Norden des Gartens wird immer noch von den Jagdschneisen durchzogen.

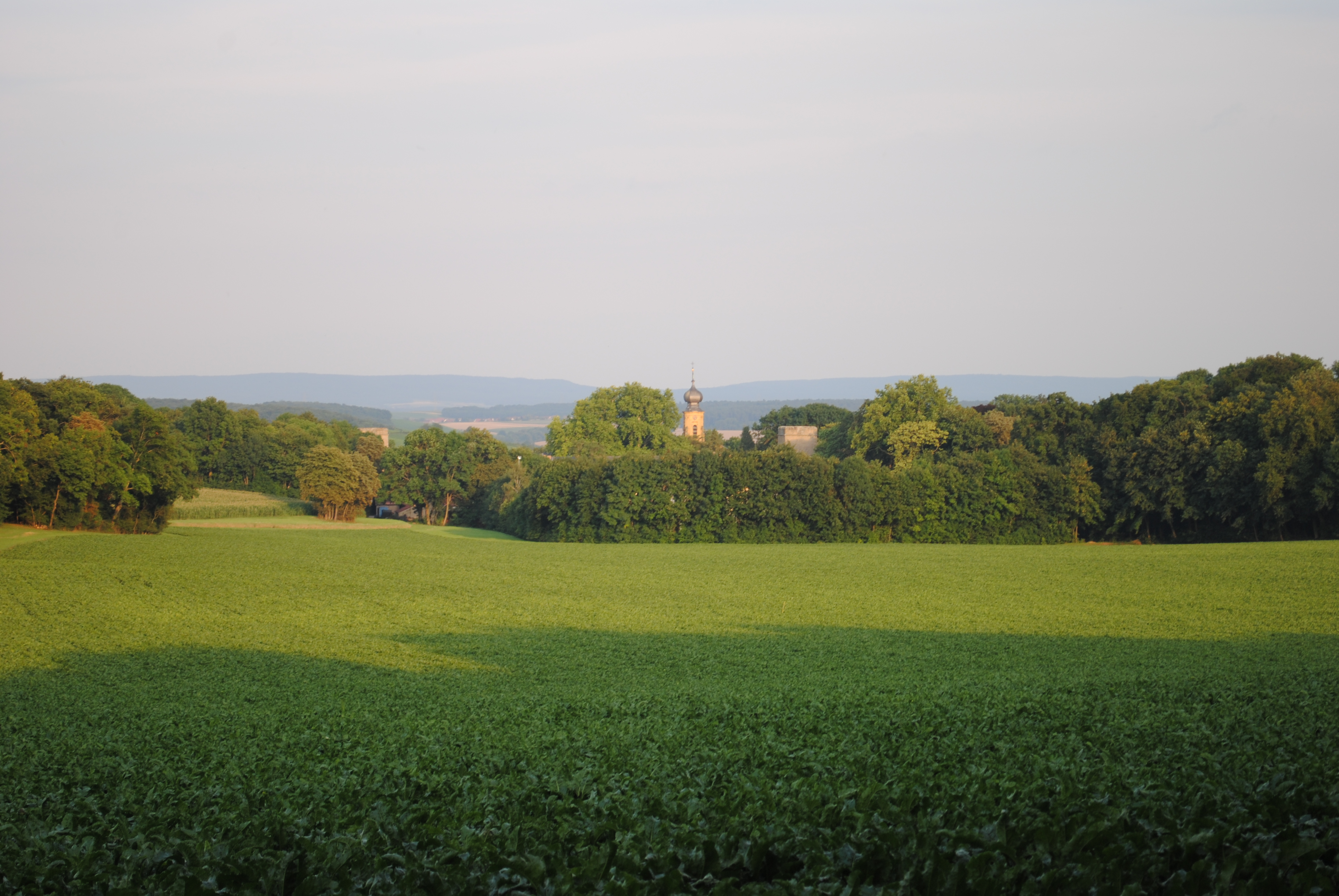
Blick von der Konstitutionssäule auf den Gaibacher Dorfkern

Sehenswürdigkeiten im ehemaligen Schlosspark:
- Alte Gärtnerei am südlichen Rand, Bruchsteingebäude des 19. Jahrhunderts
- Schloss Gaibach im Südosten
- Heilig-Kreuz-Kapelle von 1700, errichtet von Johann Leonhard Dientzenhofer
- Naturdenkmal Fasangarten im Norden
- Konstitutionssäule von Leo von Klenze im Zentrum
- Gaibacher Schlosspark großlagenfreie Weinlage im Anbaugebiet Franken